# Банк Бар-Калан
Банк Бар-Калан (венг. Bárkalán nembéli Bánk; умер после 1222 года) — влиятельный венгерский магнат и государственный деятель в первые десятилетия XIII века. Он был палатином Венгрии (1212—1213), королевским судьей (1221—1222) и баном Славонии (1208—1209, 1217). Он также был ишпаном по крайней мере восьми комитатов (графств) в первые десятилетия XIII века. Согласно более поздней традиции, брат королевы Гертруды Меранской изнасиловал жену Банка, что стало причиной её убийства. Он является героем пьесы «Банк бан» Йожефа Катона и одноимённой оперы Ференца Эркеля.

## Семья
Согласно Венгерской иллюстрированной хронике 14-го века и Ungarnchronik Генриха Мюгельна, Банк (Банк или Банко) происходил из рода (клана) Бар-Калан. Его происхождение неизвестно. Бар-Каланы принадлежали к древним венгерским кланам. Своим предком они считали Онда, одного из семи вождей, приведших венгров в Паннонский бассейн в конце IX века. Венгерский историк Янош Карачоньи выразил сомнение в достоверности этих данных, поскольку владения кланов в основном располагались в комитатах Баранья, Чонград и Эстергом, но Банк владел поместьями в другой части королевства, в комитатах Сабольч, Берег и Гёмёр. Основываясь на этом, другой историк Аттила Жолдос также поставил под сомнение его принадлежность к роду Бар-Калан. Напротив, третий венгерский историк Тамаш Кёрменди утверждал, что Банк приобрел последние земли за счет королевских пожертвований короля Венгрии Андраша II для его придворной службы, что не исключает того, что он накопил богатство в других частях Венгрии.
В браке Банка с неизвестной дамой родилась дочь. Она выходит замуж за некоего Симона. Ранняя историография идентифицировала зятя Банка с Симоном Качичем, возможным участником убийства королевы Гертруды. Однако, как доказал историк Дьюла Паулер, в то время как у Симона Качича были потомки (последний известный его потомок был ещё жив в 1299 году), зять Банка, некий Симон, который упоминается в королевской хартии короля Иштвана V от 1270 года, и которые, возможно, также участвовали в убийстве королевы Гертруды, умерли бесплодными.

## Карьера
До начала XIX века несколько венгерских историков неправильно идентифицировали Банк Бар-Калан и его современника Бенедикта, сына Корлата, как одно лицо, основываясь на ошибочном выводе о том, что имя Банко считалось версией Бенедикта. Однако эти два человека фигурируют одновременно в полудюжине хартий, так что их идентификацию можно исключить. Эта ошибка оказала долгосрочное влияние на венгерскую популярную культуру и литературу (см. ниже) и даже на русско-украинскую историографию истории Киевской Руси (см. "Бенедикт Бор»).
Банк начал свою придворную карьеру во время правления короля Венгрии Имре. Впервые он упоминается как ишпан комитата Уйвар в 1199 году. Вполне вероятно, что он поддерживал короля в его борьбе за власть против своего младшего брата Андраша, герцога Славонии. Когда король Имре захватил Андраша недалеко от Вараждина в октябре 1203 года, Банк был назначен ишпаном комитата Зала, который тогда принадлежал герцогскому домену.
Несмотря на свою прежнюю политическую позицию, Банку Бар-Калану удалось сохранить свое влияние и власть после того, как Андраш II взошёл на венгерский престол в 1205 году. Он снова упоминается как ишпан графства Уйвар в 1206 году. Он служил баном Славонии с 1208 по 1209 год. Он занимал должность ишпана комитата Бихар, одного из самых важных графств того времени, с 1209 по 1212 год. Кроме того, он также функционировал как граф (глава) двора королевы Гертруды с 1210 по 1212 год. В этом качестве Банк («Банко») участвовал в венгерской военной кампании против Галицкого княжества летом 1211 года, когда Андраш II намеревался по просьбе группы бояр восстановить на галицком престоле малолетнего князя Данила Романовича. После этого Банк достиг пика своей карьеры, служа палатином Венгрии с 1212 по 1213 год. В течение своего срока он рассматривал судебные процессы в комитатах Сатмар и Бихар.
После убийства королевы Гертруды в сентябре 1213 года Банк Бар-Калан исчезает из источников на четыре года. Он был заменен на посту палатина уже в том же году, но он смог сохранить должность ишпана комитата Пожонь на короткое время . Банк восстановил свое влияние, когда Андраш II возглавил Пятый крестовый поход на Святую Землю. Он был назначен баном Славонии в 1217 году. Возможно, он носил этот сан и в 1218 году, согласно неаутентичной королевской хартии. Андраш II назвал Банка «Нашим верным бароном» (лат. fidelis baro noster) в 1218 году. Банк служил королевским судьей с 1221 по первую половину 1222 года. Кроме того, он также был ишпаном комитата Фейера (1221—1222) и ишпаном комитата Бодрог (1222). Вместе со своим заместителем Бенедиктом Банк председательствовал на местных судебных саммитах для королевских слуг графств Уйвар, Сабольч и Боршод в Северо-Восточной Венгрии на рубеже 1221 и 1222 годов, как показывают записи Regestrum Varadinense, которые можно рассматривать как предшественники более поздних регулярных дворцовых собраний (лат. generalis congregatio), по словам историков Илоны Болла, Иштвана Трингли и Аттилы Жольдоса. Банк Бар-Калан потерял свои позиции, когда противники Андраша, баронская группа бывших сторонников его старшего брата Имре, взяли власть над королевским советом. Он действовал как ишпан комитата Уйвар в третий раз во второй половине 1222 года, после того как Андраш II восстановил контроль над королевством.
На протяжении десятилетий Банк получил множество пожертвований земли за свои верные услуги. Благодаря этому он приобрел Зсурк в комитате Сабольч в 1212 году. Он купил две деревни под названием Лонья в комитате Берег. Он также владел землевладениями в Чоме и Гортве в комитате Гёмёр (современные Чамовце и Гортва в Словакии соответственно) и Уйфалу и Ернье в комитате Шарош (современные Хминянска-Нова-Вес и Яровнице в Словакии соответственно).

## Убийство королевы Гертруды
Когда Андраш II покинул Венгрию для новой кампании против Галича, группа венгерских баронов во главе с Петером, сыном Торе, воспользовавшись отсутствием короля, напала и убила королеву Гертруду Меранскую и многих её придворных на холмах Пилис 28 сентября 1213 года. Согласно некоторым источникам, венгерские бароны были огорчены фаворитизмом королевы Гертруды по отношению к её немецкому окружению. Две королевские хартии короля Венгрии Белы IV повествуют, что Банк Бар-Калан участвовал в убийстве. В 1240 году король Бела IV подарил бывшие земли Банка, Чому и Гортву Гече Турье. Согласно документу, Банк потерял эти поместья за «свой грех государственной измены», поскольку «он сговорился убить нашу дражайшую мать [Гертруду] — он потерял все свое имущество, не совсем несправедливо, потому что он заслуживал бы более суровой мести. судом, который здравый смысл навлек на него». Когда Бела пожаловал земли Уйфалу и Джернье Мерсе, сыну Бенедикта (предка престижной семьи Синьеи Мерсе) в 1262 году, король также отметил, что эти поместья перешли к короне от «нашего нелояльного Бана Банка». Согласно королевской хартии короля Иштвана V от 1270 года, земли зятя Банка Симона в комитатах Берег и Сабольч также были конфискованы до этого.

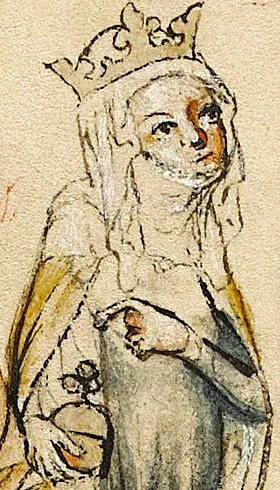
Королева Гертруда Меранская, изображенная в Кодексе Хедвига середины XIV века.

Австрийская рифмованная хроника («Chronicon Rhyming Chronicum Austriacum») является самым ранним известным произведением, в котором сохранилась предполагаемая история о том, что архиепископ Бертольд Калочский, брат Гертруды, изнасиловал жену Банка, что послужило непосредственной причиной убийства королевы, действовавшей как сводница в прелюбодеянии. Согласно этому повествованию, Банк Бар-Калан возглавил заговорщиков и лично ударил Гертруду мечом. Хроника была составлена венгерским священнослужителем в аббатстве Клостернойбург, Нижняя Австрия, около 1270 года. Хроника утверждает, что король Бела IV приказал убить всех участников покушения, после того как взошёл на венгерский престол в 1235 году. Его текст был использован в Доминиканских анналах Вены («Annales Praedicatorum Vindobonensium») в конце XIII века. Кроме того, в анналах использовался и другой источник, поскольку, в отличие от Австрийских рифмованных хроник, в нём упоминается предполагаемое немецкое имя Банка («Пренгер») и точная дата убийства. Иллюминированная хроника 14-го века («Chronicon Pictum») также переняла эту историю, что затем внесло решающий вклад в то, чтобы история укоренилась в венгерской хронике и историографической традиции, а затем в венгерской литературе и культуре.
Тот факт, что Банк Бар-Калан занимал должности в суде даже после убийства, ставит под сомнение подлинность приведенных выше сообщений или, по крайней мере, его ведущую роль в заговоре. Историк Дьюла Паулер считал, что Банку удалось пережить последующее возмездие, потому что король Андраш II был недостаточно силен, чтобы наказать одного из самых могущественных баронов, а главный убийца Петр, сын Торе, был казнен. По словам Яноша Карачоного, Банк поддерживал заговор, но не руководил преступлением . Историк Эрик Фюгеди утверждал, что Банк был самым известным участником заговора, который в последующие десятилетия увеличил его роль и, таким образом, стал исполнителем и руководителем убийства в более поздних рассказах. Историк Пал Энгель считал, что у Андраша II не было другого выбора, кроме как прощать, потому что его поддерживала не более чем горстка баронов, поэтому был казнен только настоящий убийца Петер. Паулер утверждал, что герцог Бела убедил своего отца наказать убийц его покойной матери, в том числе Банка, после того, как Андраш был вынужден уполномочить своего сына пересмотреть свои предыдущие земельные дары в 1228 году. В том же году герцог Бела конфисковал поместья двух дворян, братьев Симона и Майкла Качичей, которых также обвинили в заговоре против королевы Гертруды. Тамаш Корменди подчеркнул, что историография конца XIX века неправильно считала Андраша II слабым правителем. Кёрменди утверждал, что Банк был обвинен в причастности к убийству между 1222 и 1240 годами. Наряду с другими обвиняемыми баронами — Симоном Качичем, Майклом Качичем и зятем Банка Симоном — предполагается, что Банк стал жертвой интриг власти и политических чистки и обвинен в заговоре чисто по политическим причинам, в то время как Петер, сын Торе, действительно убил королеву.

## Наследие в литературе и культуре
История Банка, которая была сохранена Венгерской иллюминированной хроникой, вдохновила многих последующих хронистов и авторов в Венгрии, например Chronicon Posoniense («Хроника Прессбурга»; современная Братислава, Словакия; 1350-е годы) и Хроника венгров Яноша Туроци (1480-х гг.). Антонио Бонфини, придворный историк короля Матиаса Корвина, расширил историю в своей хронике Rerum Ungaricarum о десятилетиях («Десять томов венгерских дел») в 1490-х годах. Бонфини соединил события с крестовым походом Андраша, состоявшимся четыре года спустя. Соответственно, Банк оказался в королевском лагере на Святой Земле, где признался в убийстве. После этого Андраш оправдал его, так как узнал о «грехе» своей жены, который стал причиной её убийства. Основываясь на произведении Бонфини, трансильванский хронист XVI века Андраш Валкаи написал первую эпическую поэму на венгерском языке под названием Az Nagysagos Bank Bannak Historia в 1567 году. Гашпар Хельтаи также перевел эту историю на венгерский язык в своей работе Chronica az magyaroknak dolgairól в 1575 году.
Хроника Бонфини также была переведена на немецкий язык в 1545 году, что позволило истории о Банке распространиться и на немецкоязычных территориях. Поэт Ганс Сакс написал трагедию о Бан Банке под названием «Andreas der ungarisch König mit Bankbano seinem getreutem Statthalter» в 1561 году, обновив рассказ в соответствии с его эпохой в нескольких моментах (например, появление Османской империи как врага и тезисы периода Реформации). Английский драматург Джордж Лилло также обработал историю, но изменил сюжет в нескольких моментах в своей пьесе «Элмерик, или Триумфальное правосудие» в 1739 году. Немецкий поэт Людвиг Генрих фон Николаи написал балладу на эту тему примерно в 1795 году, а Иоганн Фридрих Эрнст Альбрехт создал драматическую поэму (Der gerechte Andreas) в 1797 году. Независимо от пьесы Йожефа Катона и производных от неё произведений австрийский драматург Франц Грильпарцер написал на эту тему свою историческую трагедию (Ein treuer Diener неводов Herrn) в 1826 году.

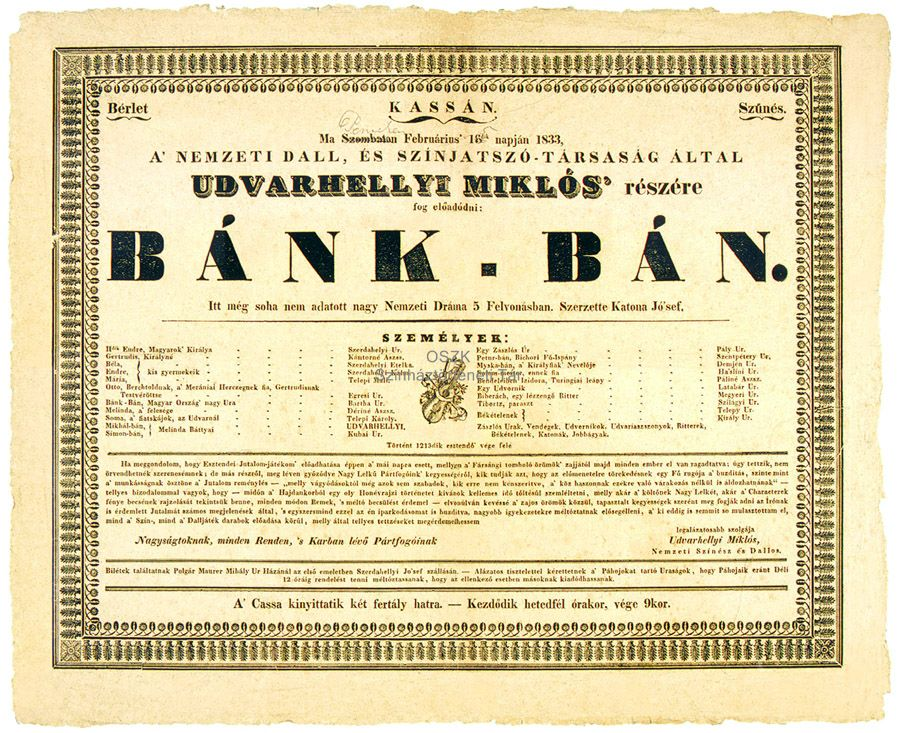
Премьера спектакля « Банк бан» в 1833 году

Йожеф Катона написал первую редакцию своей пьесы «Банк бан» в 1814 году. Он полностью переработал текст в 1819 году, который был впервые напечатан в 1820 году. Однако его премьера состоялась только в 1833 году. Катона использовал в основном тексты Бонфини, Сакса, Валкаи и Хелтаи. Несмотря на первоначальное отсутствие интереса к успеху, постановка Катоны стала символом венгерского национального возрождения; он был представлен накануне Венгерской революции 1848 года. На основе произведения Катоны Ференц Эркель написал одноимённую оперу в трёх действиях, также используя либретто Бени Эгреши. Опера была впервые исполнена в Pesti Nemzeti Magyar Szinház в Пеште 9 марта 1861 года. «Бан Банк» считается национальной оперой Венгрии.
В пьесе и опере персонаж Банка предстает трагическим героем и «защитником» венгерских национальных интересов от «деспотичной» королевы Гертруды и её иностранных придворных. Поскольку историография начала XIX века все ещё предполагала тождество между Банком и Бенедиктом, сыном Корлата, Катона называл Банка «сыном Конрада» и смоделировал свою вымышленную жену Мелинду с «красивой» придворной дамы Тоты, которая была супругой Бенедикта. Поскольку Тота принадлежал к семье Надьмартони арагонского происхождения, Катона ошибочно связала «Мелинду» с родством. В его пьесе братья Мелинды баны Михал и Симон из Бойота были испанского происхождения. Оба они причастны к убийству. На самом деле, ещё пара братьев, Симон и Михаилл Качичи, были теми дворянами, которые были замешаны в подозрении в их причастности к убийству. В постановке Катона другой брат Гертруды Отто, изнасиловавший жену Банка, вместо архиепископа Бертольда. На самом деле Отто никогда не оставался в Венгрии.